# 近藤壌太郎

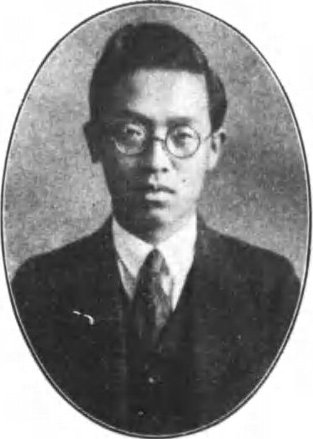
近藤壌太郎

近藤 壌太郎（こんどう じょうたろう、1894年11月13日 - 1977年8月15日）は、日本の内務官僚、弁護士。官選県知事。

## 経歴
長野県埴科郡屋代町（現：千曲市屋代）において、農業・旅館業、近藤万五郎・たか夫妻の長男として生まれる。4歳で母と死別。県立長野中学校、第二高等学校を経て、1920年7月、東京帝国大学法学部法律学科を卒業。1919年10月、高等試験行政科試験に合格。1920年8月、内務省に入り鳥取県属となり内務部に配属。以後、鳥取県警視・警察部勤務、奈良県警察部保安課長、青森県警察部保安課長、北海道庁土木部土地改良課長を歴任。北海道庁在任中の1927年6月、文官分限令第11条第1項第4号により休職を命ぜられ帰郷した（逸話を参照）。
1928年2月、埼玉県内務部農務課長兼庶務課長として復帰。以後、宮城県庶務課長、岡山県学務部長、群馬県書記官・警察部長、香川県書記官・警察部長、高知県書記官・警察部長などを歴任。1933年4月、内務省警保局事務官に発令され、満州国ハルビンに駐在。さらに関東庁事務官を兼務した。
1935年6月、帰国し内務省社会局職業課長に就任。以後、兼内務省臨時軍事援護部労務調整課長、大阪府経済部長、北海道庁土木部長を歴任。1940年4月、滋賀県知事に任命され、1942年1月、神奈川県知事に転じた。1944年には、都市の児童約4万人を県内の郡部などへ疎開させた。同年8月1日、知事を依願免本官となり退官した。戦後に公職追放となった。
1948年3月、東京弁護士会に弁護士登録を行う。1951年6月に追放解除となった。1977年8月15日死去。享年82。

## 逸話
- 1927年6月に休職が命ぜられたが、次のような事情があった。奈良県警察部保安課長時代の1924年、第15回衆議院議員総選挙において、故郷の長野県第5区で立憲政友会から出馬した春日俊文（のちに五私鉄疑獄事件で検挙され有罪）に対して、その政治姿勢を批判し再選を阻止するための檄文を地元に配布し、春日は落選した。そのため、次の第16回総選挙で再選を目指した春日は、田中義一内閣の与党である立憲政友会を動かし、選挙で妨害されないように近藤を休職にするよう圧力をかけたのである。近藤は休職処分となった理由を、上司である沢田牛麿北海道庁長官に確かめ、それに納得して郷里に帰り、かえって激しく春日の再選阻止の運動を行い、またも春日は落選となった[2]。

## 栄典
勲章
- 1940年（昭和15年）8月15日 - 紀元二千六百年祝典記念章[3]
- 1942年（昭和17年）1月14日  - 勲三等瑞宝章[4]

外国勲章佩用允許
- 1943年（昭和18年）9月11日 - ドイツ国：ドイツ鷲勲章功労十字星章[5]